# Street Songs
Street Songs (с англ. — «Уличные песни») — пятый студийный альбом американского музыканта и автора песен Рика Джеймса, выпущенный в апреле 1981 года на лейбле Gordy Records. Заглавная композиция и сингл из альбома «Give It to Me Baby» стала второй песней Джеймса, возглавившей хит-парад R&B. Она продержалась на его вершине пять недель. Пятая по счёту песня из альбома «Super Freak» также стала одним из крупных хитов для Джеймса. Делюкс-издание альбома, выпущенное в 2001 году, содержало дополнительные 17 миксов, а также концертные версии песен альбома. Несмотря на то, что композиция «Fire and Desire» (дуэт с певицей Тиной Мари) первоначально не была выпущена синглом, она получила широкое радиовещание на R&B радиостанциях и впоследствии стала классическим хитом (Джеймс и Мари воссоединились для исполнения песни на BET Awards 2004 за несколько месяцев до смерти Джеймса).

## Рецензии
| Оценки критиков | Оценки критиков |
| Источник        | Оценка          |
| --------------- | --------------- |
| Allmusic        | [ 1 ]           |
| Роберт Кристгау | (A−)            |

Альбом получил незамедлительный успех сразу же после своего релиза, добравшись до третьей позиции в хит-параде Billboard 200 и продержавшись двадцать недель на вершине R&B хит-парада. Альбом был сертифицирован как «платиновый» в США в июле 1981 года. К 1983 году мировой тираж альбома составил 4 миллиона копий. На 24-й церемонии «Грэмми» за этот альбом Джеймс был номинирован в категории «Лучшее мужское вокальное R&B исполнение», а также стал первым исполнителем афроамериканского происхождения, получившим номинацию в категории «Лучшее мужское вокальное рок-исполнение» за песню «Super Freak».

## Список композиций
Все песни написаны Риком Джеймсом, за исключением отмеченных.
Сторона А
1. «Give It to Me Baby» (4:08)
2. «Ghetto Life» (4:20)
3. «Make Love to Me» (4:48)
4. «Mr. Policeman» (4:17)

Сторона Б
1. «Super Freak» (Джеймс, Алонзо Миллер) (3:24)
2. «Fire and Desire» (дуэт с Тиной Мари) (7:17)
3. «Call Me Up» (3:53)
4. «Below the Funk (Pass the J)» (2:36)

### Делюкс-издание 2001 года
Первый диск
9. «Give It to Me Baby» (12" версия) (5:42)
10. «Give It to Me Baby» (Инструментальная версия) (6:48)
11. «Super Freak» (12" версия) (7:05)
12. «Super Freak» (Инструментальная версия) (3:33)
Второй диск (Записан в живую на Лонг-Бич, Калифорния,  30 июля 1981)
1. «Introduction» (1:46)
2. «Ghetto Life» (4:21)
3. «Big Time» (7:08)
4. «Come Into My Life» (4:14)
5. «I'm a Sucker for Love» (8:28)
6. «Square Biz» (7:01)
7. «Fire It Up» (3:35)
8. «Love Gun» (5:42)
9. «Do You Want Some Funk (Interlude)» (2:22)
10. «Mary Jane» (10:39)
11. «Super Freak» (4:21)
12. «You and I» (11:48)
13. «Give It to Me Baby» (6:05)

### Переиздание 2002 года
9. «Give It to Me Baby» (12" версия) (5:42)
10. «Super Freak» (12" версия) (7:05)

## Хит-парады
| Год  | Альбом       | Наивысшая позиция | Наивысшая позиция |
| Год  | Альбом       | US                | US R&B            |
| ---- | ------------ | ----------------- | ----------------- |
| 1981 | Street Songs | 3                 | 1                 |

### Синглы
| Год  | Сингл                | Наивысшая позиция | Наивысшая позиция | Наивысшая позиция |
| Год  | Сингл                | US                | US R&B            | US Dance          |
| ---- | -------------------- | ----------------- | ----------------- | ----------------- |
| 1981 | «Give It to Me Baby» | 40                | 1                 | 1                 |
| 1981 | «Super Freak»        | 16                | 3                 | 1                 |
| 1982 | «Ghetto Life»        | 102               | 38                | —                 |

## Сертификация
| Регион | Сертификация | Продажи    |
| --- | ------------ | ---------- |
| США (RIAA) | Платиновый   | 1,000,000^ |
| * Данные о продажах приведены только на основе сертификации. ^ Данные о тиражах приведены только на основе сертификации. |              |            |